# Alba, Aragon
Alba, Aragon település Spanyolországban, Teruel tartományban. Alba, Aragon Almohaja, Peracense, Singra, Torrelacárcel, Torremocha de Jiloca, Santa Eulalia del Campo, Pozondón és Villafranca del Campo községekkel határos. Lakosainak száma 187 fő (2024).

## Népesség
A település lakosságának változását az alábbi diagram mutatja:
| Lakosok száma | 273  | 250  | 250  | 250  | 231  | 212  | 185  | 170  | 181  | 187  |
|               | 2001 | 2004 | 2007 | 2009 | 2012 | 2014 | 2017 | 2019 | 2022 | 2024 |